# Ashland (hrabstwo Ashland)
Ashland – miejscowość w Stanach Zjednoczonych, w stanie Wisconsin, w hrabstwie Ashland.